# Димитър Йонима
Димитър Йонима (на албански: Dhimitër Jonima; † 1409 г.) е албански благородник от XIV – XV век.

## Живот
Димитър Йонима е от знатния род Йонима. Заедно с други албански благородници като Теодор Музака и Андрей Гропа той се споменава като участник в битката на Косово поле на 15 юни 1389 година. Очевидно оцелял при нея, той претърпява ново поражение от османците малко след като те превземат Шкодра през 1393 година. Тогава той действа като посредник между тях и венецианеца Марко Барбариго ди Круя, съпруга на Елена Топия, който по това време притежава замъка Круя.
През 1402 година като османски васал, заедно с други албански боляри, Димитър Йонима се бие на страната на султан Баязид I в битката при Анкара. След османското поражение той приема сюзеренитета на Венецианската република като васал на Коджа Захария.
За последно е споменат в източниците през 1409 година. След смъртта му владенията на рода Йонима са завладени от Гьон Кастриоти. По-късно в района на Шкодра се споменават и други членове на рода Йонима, но те никога не достигат славата на Димитър Йонима. Доста време след смъртта му, през 1431 година, след поражението на Гьон Кастриоти от османските сили, някогашните земи на Димитър Йонима са регистрирани от османците все още с неговото име като вилает на Димитър Йонима.